# Sara Chafak
Sara Yasmina Chafak (Helsinki, 25 de octubre de 1990) es una modelo finlandesa.
Fue coronada Miss Finlandia en 2012, además de ser la representante oficial de Finlandia para el concurso Miss Universo 2012.

## Biografía
Nacida de padre marroquí y madre finlandesa y estudiante de economía en la Escuela de Negocios de Estonia, Sara Chafak fue coronada en 2011 en la primera ronda de Miss Suomi 2012 (Miss Finlandia 2012).
En 2012 fue coronada Miss Suomi 2012 por la poseedora del título saliente Pia Pakarinen (Miss Finlandia 2011) en el castillo Vanajanlinna que se encuentra en la ciudad de Hämeenlinna en el sur de Finlandia, el 29 de enero de 2012.
Chafak participó también en la edición 61 del concurso de belleza internacional Miss Universo.
En otoño de 2013, Chafak participó en la versión finlandesa de Dancing on Ice, donde 10 celebridades, entre ellas Sauli Koskinen, aprenden a patinar sobre hielo con un profesional. Chafak fue emparejada con Sasha Palomäki y se clasificaron en tercer lugar en la final.
En julio de 2014 Chafak debutó como cantante de rap en el vídeo del grupo JVG en el remix de Sara Chafak.